# Katholische Theologie
|  | Dieser Artikel wurde aufgrund von akuten inhaltlichen oder formalen Mängeln auf der Qualitätssicherungsseite des Portals Christentum eingetragen. Bitte hilf mit, die Mängel dieses Artikels zu beseitigen, und beteilige dich bitte an der Diskussion. |

Der Begriff katholische Theologie hat zwei Bedeutungen. Er wird sowohl zur Bezeichnung der Theologie als wissenschaftlicher Disziplin innerhalb des konfessionellen Horizonts der römisch-katholischen Kirche (Materialobjekt) als auch zur Bezeichnung der spezifischen Methodik ebendieser Disziplin (Formalobjekt) verwendet.

## Unterteilung
Die katholische Theologie als Wissenschaft gliedert sich in vier Disziplinen mit mehreren Teildisziplinen: Biblische Theologie (Exegese des Alten Testaments; Exegese des Neuen Testaments), Historische Theologie (Kirchengeschichte des Altertums, des Mittelalters, der Neuzeit, Regionalgeschichte), Systematische Theologie (Philosophie; Fundamentaltheologie, Dogmatik, Moraltheologie und Sozialethik) sowie Praktische Theologie (Religionspädagogik, Pastoraltheologie, Liturgiewissenschaft, Kirchenrecht). Alle Disziplinen gehören auch zu einem vollen Studium der Katholischen Theologie. An manchen Studienstandorten sind die Dimensionen um weitere Teildisziplinen ergänzt, wie Theologie der christlichen Spiritualität, Caritaswissenschaft, Missionswissenschaft, Pastoralpsychologie.

## Abgrenzung
Katholische Theologie besteht in der methodisch geleiteten und intersubjektiv nachvollziehbaren, wissenschaftlichen Reflexion des Glaubens in einem 'katholischen' und damit universalkirchlichen Horizont, doch im konfessionellen Sinne und in der Ausprägung der wissenschaftlichen Disziplin ist mit „katholisch“ meist Bezugnahme auf eine spezifische verfasste Gemeinschaft, die römisch-katholische Kirche, gemeint. Ein alt-katholisches Seminar besteht an der Universität Bonn.
Katholische Theologie wird aus der Perspektive einer Glaubensgemeinschaft betrieben und unterscheidet sich insofern von der Religionswissenschaft. Die Aufgabe der Glaubensreflexion erfüllt die Theologie gleichwohl umfassend gegenüber Kirche, Gesellschaft und Wissenschaft. Zudem gilt Katholische Theologie als Gesprächspartnerin für Kulturwissenschaften, für historische und archäologische Forschung, für Religionssoziologie und Religionspsychologie.

## Materialobjekt der katholischen Theologie
Inhaltlich geht es darum, vom dreifaltigen Gott zu reden, der sich geoffenbart hat als Schöpfer, in der Erschaffung, Gestaltung und Erhaltung der Welt, als Retter und Erlöser, vor allem in der Gestalt Jesu Christi sowie als Heiliger Geist, in der ständigen Erneuerung und erhofften Vollendung der Welt. Der Kirche und ihrem Wirken im Heiligen Geist ist dies als Offenbarung zur Auslegung, Verkündigung und Heilwirkung (besonders in den Sakramenten) anvertraut. Hieraus ergibt sich der heilsbedeutsame Bezug alles Geschaffenen auf Gott hin, der als Ursprung und Ziel allen Seins begriffen wird. Insbesondere der Mensch, obwohl ein der Sünde Verfallener von Anfang an, wird verstanden als der durch Gott Erwählte und Berufene sowie durch Jesus Christus im Heiligen Geist durch das Geschenk der Erlösung Gerechtfertigte. Nimmt er dies in Glaube und Taufe an und bewahrt es im Leben in Werken der Liebe, so wird ihm die Vollendung im Heiligen Geist geschenkt.

## Formalobjekt der katholischen Theologie
Methodisch versteht sich katholische Theologie als verantwortliche Rede von Gott, die sich den beiden Polen von Glaube und Vernunft verpflichtet weiß. Der Glaubensbezug wird offen aufgewiesen und in der Trias der Verpflichtung auf die Heilige Schrift, die kirchliche Tradition sowie das Lehramt der Kirche einzulösen versucht. Der Vernunftbezug erweist sich in der inneren Rationalität der Theologie als Glaubenswissenschaft und zugleich in ihrer Fähigkeit zum offenen und gleichzeitig kritischen Dialog mit nichttheologischen Disziplinen (an erster Stelle mit der Philosophie, aber auch mit den übrigen Humanwissenschaften sowie den Naturwissenschaften) und nicht zuletzt auch mit der jeweiligen Kultur.